# Jean Amrouche
Pour les articles homonymes, voir Amrouche.
Jean Amrouche, alias Jean El Mouhoub (en kabyle Jean-lmuhub Ɛemruc), né le 7 février 1906 à Ighil Ali, Béjaïa, Kabylie (Algérie), et mort le 16 avril 1962 à Paris 8e, est un écrivain, journaliste littéraire et homme de radio d'expression française.
Il est le fils de Fadhma Aït Mansour Amrouche, le frère de la femme de lettres Taos Amrouche et le père de l'écrivain Pierre Amrouche.

## Biographie

### Origines
Jean Amrouche est issu d'une famille chrétienne de Kabylie. Ses parents, Antoine-Belkacem Amrouche (vers 1880-1958) et Marguerite-Fadhma Aït Mansour (vers 1882-1967) sont tous deux élevés par des pères et des sœurs catholiques dans leur jeunesse, avant leur mariage vers 1898.
Il naît dans un village des Monts Bibans, Ighil Ali, au sud de la vallée de la Soummam (Kabylie), qui à l'époque dépend de la commune mixte d'Akbou. À cause d'un temps neigeux, il n'est déclaré à l'état civil que le 13 février 1906, six jours après sa naissance.
En 1910, sa famille quitte la Kabylie pour s'installer à Tunis dans le Protectorat français de Tunisie ; elle y obtient la nationalité française de plein droit.

### Formation et carrière de professeur
En 1921, après de « brillantes études secondaires » au collège Alaoui, Jean est admis à l'École normale d'instituteurs de Tunis, et, en 1924, est nommé instituteur à Sousse. Reçu à l'École normale supérieure de Saint-Cloud, il y étudie pendant trois ans à partir de 1925.
Il est ensuite professeur de Lettres aux lycées de Sousse, Bône et Tunis, où il se lie avec le poète Armand Guibert, et publie ses premiers poèmes en 1934 et 1937. Il épouse Suzanne Molbert, collègue de Tunis, professeur de lettres classiques et issue d'une famille installée à Alger depuis 1840.

### Carrière radiophonique et littéraire
Jean Amrouche réalise simultanément des émissions littéraires pour la station Tunis-RTT (1938-1939).
Pendant la Seconde Guerre mondiale, il rencontre André Gide à Tunis, puis rejoint les milieux gaullistes à Alger où en 1943-1944, il travaille pour Radio France, station qui succède à la vichyste Radio Alger.
De février 1944 à février 1945, à Alger, puis de 1945 à juin 1947 à Paris, Jean Amrouche est le directeur de la revue L'Arche, éditée par Edmond Charlot, qui publie les grands noms de la littérature française (Antonin Artaud, Maurice Blanchot, Henri Bosco, Joë Bousquet, Roger Caillois, Albert Camus, René Char, Jean Cocteau, André Gide, Julien Green, Pierre Jean Jouve, Jean Lescure, Henri Michaux, Jean Paulhan, Francis Ponge, etc.).
Il travaille aussi pour la radio nationale française de 1944 à 1959 ; dans ses émissions, il invite des penseurs (Gaston Bachelard, Roland Barthes, Maurice Merleau-Ponty, Edgar Morin, Jean Starobinski, Jean Wahl), des poètes et des romanciers (Claude Aveline, Georges-Emmanuel Clancier, Pierre Emmanuel, Max-Pol Fouchet, Jean Lescure, Kateb Yacine) et des peintres (Charles Lapicque).
Il est l'inventeur d'un genre radiophonique nouveau avec la série de ses Entretiens, notamment ses trente quatre Entretiens avec André Gide (1949), quarante-deux Entretiens avec Paul Claudel (1951), quarante Entretiens avec François Mauriac (1952-1953), douze Entretiens avec Giuseppe Ungaretti (1955-1956).

### La guerre d'Algérie (1954-1962)
Il est évincé de la RTF en novembre 1959 par Michel Debré, Premier ministre, alors qu'il sert d'intermédiaire entre les instances du Front de libération nationale et le général de Gaulle, dont il est un interlocuteur privilégié.
De 1958 à 1961, Jean Amrouche plaide la cause de l'indépendance à la Radio suisse romande (Lausanne et Genève).

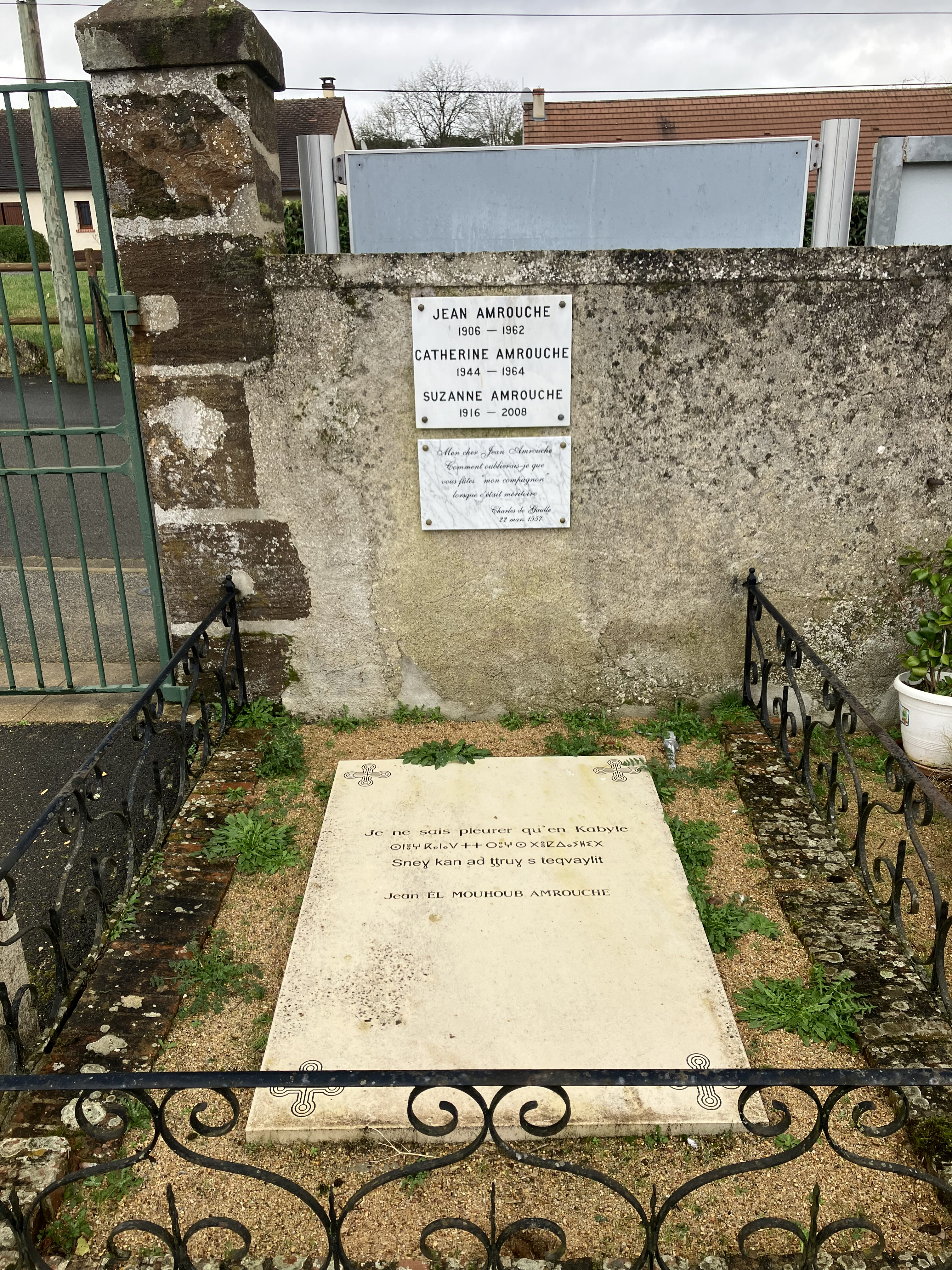
Tombe de Jean Amrouche à Sargé-sur-Braye.

Il meurt d'un cancer à l'âge de 56 ans, quelques semaines après l'accord de cessez-le-feu du 19 mars 1962. Il est inhumé à Sargé-sur-Braye. 

### LeJournalde Jean Amrouche
Jean Amrouche a tenu de 1928 à 1961 un journal qui a été publié  en 2009 (édition de Tassadit Yacine Titouh), avec des coupures, faites d'un commun accord entre son fils Pierre Amrouche et l'éditeur. Comme le fait remarquer aussi son fils, il ne s'agissait pas d'un ouvrage destiné à la publication. C'est à la fois sa faiblesse littéraire, Jean travaillant parfois énormément la forme, et sa force de témoignage, parfois très troublante d'une vérité d'un instant.
Une part de son œuvre encore non publiée se découvre progressivement, révélant un poète de portée universelle. En exprimant en français les Chants berbères de Kabylie, il en fait un trésor de la poésie universelle.

## Analyses de l'œuvre

### Analyse deTahar Djaout
« L'œuvre poétique de Jean Amrouche ne vaut pas par son abondance : elle s'arrête pratiquement en 1937, alors que le poète vivra jusqu'en 1962. La majeure partie de sa vie est consacrée au déchiffrement du monde et à la recherche du territoire natal (Chants berbères de Kabylie, 1939), au questionnement du travail intellectuel (ses entretiens avec J. Giono, F. Mauriac, P. Claudel, A. Gide, G. Ungaretti) et au combat politique (ses interventions dans la presse écrite et à la radio). (…) La figure de l'Absent, au départ imprécise et mystérieuse, s'impose peu à peu et resplendit dans sa pureté et sa grandeur. Elle devient présence obsessionnelle. Mais elle n'est pas l'unique. (…) Présence douloureuse de l'enfance et de l'espace natal doublement perdu (par la distance et par la foi) - qu'on se rappelle dans Cendres ce poème sur la mort dédié aux tombes ancestrales qui ne m'abriteront pas, présence du corps jubilant et des fruits terrestres apaisants. (…) L'inspiration de Jean Amrouche est avant tout mystique, d'un mysticisme qui transcende la religion pour créer ses religions propres : celle de l'amour éperdu, celle de la contemplation cosmique, celle de l'harmonie des éléments. S'éloignant de l'ascétisme religieux, le verbe de Jean Amrouche éclate en des poèmes opulents, gorgés de ciels, de sèves, d'orages, de fruits et de femmes. »
Tahar Djaout, Amrouche,  Étoile secrète, L'enfance de l'homme et du monde, dans Algérie-Actualité no 921, Alger, 9-15 juin 1983, p. 21

### Analyse deJean Lescure
« Les enregistrements des entretiens de ce véritable créateur du genre qu'est Amrouche avec Gide, puis avec Claudel, Mauriac, Ungaretti sont des œuvres dont l'histoire de la littérature ne se passera qu'avec dommage, et dont la perte serait aussi grave que celle du manuscrit des Caves du Vatican, de Protée, de Genitrix, ou de l'Allegria. (…) Ce qui est bouleversant ici et à jamais digne de l'attention des hommes, ce sont précisément les voix humaines, en leur origine même, à ce point où elles ne sont pas encore distinctes des mots qu'elles prononcent. Ce sont les soupirs traqués de Gide devant l'impitoyable question que lui inflige Amrouche, ce sont les roulements massifs de Claudel, les essoufflements torturés d'Ungaretti, les murmures difficiles de Mauriac. Et neuf fois sur dix Amrouche trouve la question qui contraint son interlocuteur à faire aveu de lui-même, et à renoncer à se protéger du masque que l'existence mondaine a autorisé sa voix à se former. »
Jean Lescure, Radio et Littérature, dans Histoire des littératures, tome 3, sous la direction de Raymond Queneau, Encyclopédie de la Pléiade, Paris, Gallimard, 1963, p. 1711

## Œuvres
- Algérie, photographies d'Henriette Grindat, préface et textes de Jean Amrouche, La Guilde du Livre, Lausanne, 1956

### Poésie
- Jean Amrouche, Cendres, poèmes (1928-1934), Tunis, éditions de mirages, 1934.
- Jean Amrouche, Étoile secrète, poème, Tunis, Les Cahiers de Barbarie, 1936.
- Jean Amrouche, Chants berbères de Kabylie, 1947, collection Poésie et théâtre dirigée par Albert Camus, Alger éditions Edmond Charlot, 1947[7].
- Tunisie de la grâce, éd. Henri Chabloz, Renens (Suisse), tirage limité, 1960, avec 8 gravures de Charles Meystre (republié dans Études méditerranéennes, no 9, Paris, mai 1961 et dans Tunisie Rêve de partages, Paris, Omnibus, 2004)
- Espoir et Parole, poèmes algériens recueillis par Denise Barrat, Paris, Pierre Seghers éditeur, 1963 [incluant les poèmes Ébauche d'un chant de guerre, à la mémoire de Larbi Ben M'hidi, mort en prison le 4 mars 1957, et Le combat algérien (écrit en juin 1958), d'abord publiés en revues]
- Jean Amrouche, Cendres, Poèmes (1928-1934), Paris, éd. L’Harmattan, coll. Écritures arabes, 1983.
- Jean Amrouche, Étoile secrète [1934], éd. L’Harmattan, coll. Écritures arabes, 1983.
- Jean Amrouche, Chants Berbères de Kabylie. Poésie et théâtre, Paris, L’Harmattan, coll. Écritures arabes, 1996.

### Essai
- L'Éternel Jugurtha, dans L'Arche, 1946, no 13, (réédité dans Algérie, un rêve de fraternité, Paris, Omnibus, 1998.]

### Journal
- Journal (1928-1962), édité et présenté par Tassadit Yacine Titouh, Éditions Non Lieu, 2009.

### Correspondances
- Avec Jules Roy : D'une amitié. Aix-en-Provence, Édisud, 1984.
- Avec André Gide : Gide & Amrouche. Correspondance (1928-1950), édition de Pierre Masson et Guy Dugas, Lyon, PUL, 2010, [ (ISBN 978-2-7297-0832-0)]

### Anthologies
- Une anthologie des poésies arabes, images de Rachid Koraïchi, (poèmes choisis par Farouk Mardam-Bey  et Waciny Laredj, calligraphies d'Abdallah Akkar et Ghani Alani), Paris, Éditions Thierry Magnier, 2014 [poème: Le vent]  (ISBN 978-2-36474-536-0)

### Entretiens radiophoniques
- Giuseppe Ungaretti / Jean Amrouche, Propos improvisés, édition de Philippe Jaccottet, Paris, Gallimard, 1972
- Entretiens avec Paul Claudel, 10 cassettes, Éditions du Rocher, 1986
- Extraits des Entretiens Gide / Amrouche, dans Eric Marty, André Gide, qui êtes-vous ?, Lyon, La Manufacture, 1987
- Jean Giono, Entretiens avec Jean Amrouche et Taos Amrouche, Paris, Gallimard, 1990
- Pierre-Marie Héron, Les écrivains à la radio: les entretiens de Jean Amrouche, Montpellier, Université Paul-Valéry, 2000
  - André Gide Vol. 1. Les jeunes années. Entretiens avec Jean Amrouche
  - André Gide Vol. 2. Les années de maturité. Entretiens avec Jean Amrouche (À écouter en intégralité)

#### Sur Jean Amrouche
: document utilisé comme source pour la rédaction de cet article.
- Beïda Chikhi, Jean Amrouche: la sortie vitale de l'ombre des Maîtres, dans Littérature algérienne, désir d'histoire et esthétique, Paris, L'Harmattan, 1997
- BeÏda Chikhi, (Dir.), Jean, Taos et Fadhma Amrouche: relais de la voix, chaîne de l'écriture, Paris L'Harmattan, 1998
- Jean Déjeux, Bibliographie méthodique et critique de la littérature algérienne de langue française 1945-1977, SNED, Alger, 1979
- Jean Déjeux, Dictionnaire des auteurs maghrébins de langue française, Paris, Éditions Karthala, 1984  (ISBN 2-86537-085-2)
- Jean Amrouche, l'éternel Jugurtha, Rencontres méditerranéennes de Provence, 1985, Marseille, Jeanne Lafitte, 1987
- Jean-Louis Joubert, Jean Amrouche, dans Dictionnaire de Poésie de Baudelaire à nos jours, sous la direction de Michel Jarrety, Paris, Presses Universitaires de France, 2001  (ISBN 2-13-050940-1)
- Réjane Le Baut, Jean El-Mouhoub Amrouche, Algérien universel, biographie, [avec une bibliographie de L'œuvre écrite publiée, de L'œuvre parlée éditée et l' Analyse et inventaire des inédits], Alteredit, 2003  (ISBN 2-84633-052-2)
- Colloque Jean Amrouche et le pluralisme culture, 31 janvier-1er février 2003, Paris - IHESS - Revue AWAL no 30, décembre 2004
- Réjane Le Baut, Jean El-Mouhoub Amrouche, Algérien universel, 2e édition Alteredit, 2006  (ISBN 2-84633-095-6)
- Réjane Le Baut, Jean El-Mouhoub Amrouche, Mythe et réalité, éditions du Tell, Blida, 2005.  (ISBN 9961-773-20-9)
- Réjane Le Baut, Jean El-Mouhoub Amrouche, Déchiré et comblé - Correspondance avec Janine Falcou-Rivoire, 25 lettres inédites recueillies, présentées et annotées par Réjane Le Baut, Préface de Mohammed Harbi, éditions du Tell, Blida, 2009.  (ISBN 978-9961-773-50-5)
- Réjane et Pierre Le Baut, "Lumières sur l'âme berbère par un homme de la Parole: Jean El-Mouhoub Amrouche", éditions du Tell, Blida, 2012  (ISBN 978-9961-773-59-8)
- Réjane et Pierre Le Baut, "Camus Amrouche: des chemins qui s'écartent", éditions Casbah, Alger, 2014  (ISBN 978-9947-62-064-9)
- Réjane Le Baut, "Jean El-Mouhoub Amrouche, Algérien universel" 3e édition, Chihab éditionb, Alger 2014  (ISBN 978-9947-39-070-2)
- Guy Basset, « Amrouche, Jean El-Mouhoub (1906-1962) », dans Jeannine Verdès-Leroux (dir.), L'Algérie et la France, Paris, Robert Laffont, 2009 [détail de l’édition], p. 43-45
- Tassadit Yacine, « Image de soi et altérité coloniale », Cahiers de la Méditerranée, no 66,‎ 2003 (lire en ligne)
- Hervé Sanson, (Dir.) "La famille Amrouche", Expressions maghrébines, vol. 9, no 1, revue de la CICLIM, été 2010
- Ali Chibani, « “La mort seule nous affranchit de la mort…”. Introduction à une étude comparative des œuvres de Jean El Mouhoub Amrouche avec les chants funèbres de Kabylie », Isthmes Francophones (ouvrage collectif), dir. Anne Douaire-Banny, éd. PUPS, 2012
- Nabile Farès, Maghreb, étrangeté et amazighité. De Gustave Flaubert, Louis Bertrand et Albert Camus à Jean Amrouche, Mouloud Feraoun, Kateb Yacine et Abdelkébir Khatibi, Alger, Koukou Éditions, 2016
- Assia Djebar, Le blanc de l'Algérie : récit, Paris, Librairie générale française, 2002 (1re éd. 1995), 249 p. (ISBN 2-253-15340-0, lire en ligne), p. 107-111

#### Autour de Jean Amrouche
- Fadhma Aït Mansour Amrouche, Histoire de ma vie, 1968; Paris, François Maspero, 1972
- Taos Amrouche, Moisson de l'exil I. Jacinthe noire, Paris, Edmond Charlot, 1947 (réédition : Paris, Maspero)
- Taos Amrouche, Moisson de l'exil II. Rue des Tambourins, Paris, La Table Ronde, 1960
- Taos Amrouche, L'Amant imaginaire, Nouvelle société Morel, 1975